# Deusivania Falcão
Deusivania Vieira da Silva Falcão ou Deusivania Falcão (nascida em Fortaleza-CE) é uma professora universitária (USP), pesquisadora e psicóloga brasileira que tem sido uma das responsáveis pelo desenvolvimento da Psicologia do envelhecimento e da Gerontologia no Brasil.
Ela é uma das principais divulgadoras da Psicogerontologia e do conceito de "familismo" no referido país, noção que destaca o valor cultural das famílias. O familismo é comum nas culturas hispânica e latino-americanas; diz respeito a uma forte identificação e apego dos indivíduos com suas famílias e fortes sentimentos de lealdade, reciprocidade e solidariedade entre os membros familiares.
Ela também desenvolveu um modelo de atenção e intervenção psicogerontológica no contexto da doença de Alzheimer, embasado em sua prática profissional,pesquisas científicas nacionais e internacionais e experiência pessoal com a avó materna, vítima dessa enfermidade.

## Biografia
Órfã de pai, Deusivania Falcão recebeu seu nome em homenagem ao seu pai, Deusivan, falecido aos 25 anos com câncer, nove dias antes do nascimento dela.
Durante a infância morou com a mãe e a família extensa (avós, tios e primos) tendo aprendido a importância da solidariedade intergeracional. 
Realizou a educação infantil na escola fundada pela família, situada ao lado da casa onde residia. Tal contexto, propiciou um contato próximo ao mundo da educação formal, tendo sido a mãe e uma tia materna a primeira professora e a alfabetizadora, respectivamente. Comumente, acompanhava-as nas atividades escolares observando desde o planejamento das aulas até a realização de atividades extracurriculares. O acesso aos livros e às histórias infantis também foi uma constante nessa trajetória. Nesse sentido, um de seus entretenimentos prediletos era brincar de ser professora e desenvolver redações porque sonhava em ser escritora. Cursou o ensino fundamental e médio em escolas particulares da cidade com o auxílio de uma bolsa de estudos integral. Movida pelo desejo de aprender e de honrar com o compromisso que tinha como bolsista, buscou dedicar-se com afinco e exercer com êxito todas as tarefas acadêmicas. 

### Vida acadêmica
Aos 17 anos ingressou nos cursos de Ciências Sociais da UECE e de Psicologia da Universidade Federal da Paraíba (UFPB), mas optou por cursar e concluir o último. Foi bolsista de iniciação científica do CNPq (Conselho Nacional de Pesquisa) durante a graduação, desenvolvendo pesquisas sobre as relacões intergeracionais familiares sob a supervisão da Dra. Cristina B. Dias. Nesse período, também, iniciou seus estudos como autodidata na área de Psicogerontologia.
Graduou-se em Psicologia pela Universidade Federal da Paraíba (UFPB), instituição de ensino onde, também, concluiu o mestrado em Psicologia Social em 2001.

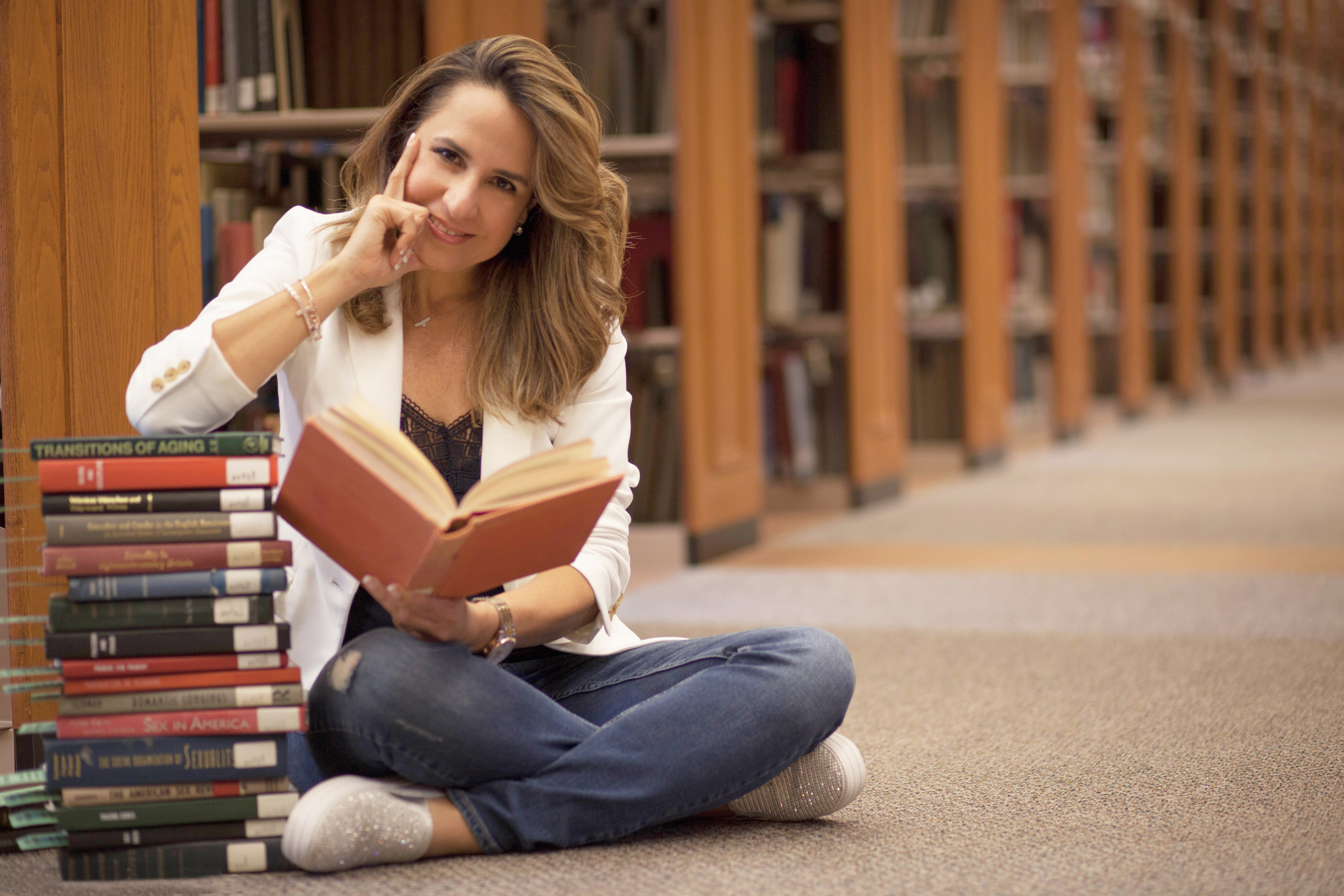

Em seguida, mudou-se para Brasília onde concluiu em 2006 um doutorado em Psicologia na Universidade de Brasília (UnB) com a tese "Doença de Alzheimer: um estudo sobre o papel da filhas cuidadoras e suas relações familiares", sob a orientação da Dra. Júlia S. Bucher-Maluschke (professora emérita da UnB). Foi bolsista da Capes (Coordenação de Aperfeiçoamento de Pessoal de Nível Superior).
Na UnB, Deusivania realizou um estágio de pós-graduação no Centro de Referência em Assistência a Saúde do Idoso e com a Doença de Alzheimer (DA), situado no Centro de Medicina do Idoso (CMI) vinculado ao Hospital Universitário de Brasília (HUB).
Em 2007, foi aprovada em primeiro lugar em concurso público para o cargo de professora da Universidade de São Paulo (USP). Desde então, leciona nos cursos de graduação e pós-graduação em Gerontologia da EACH-USP.
Entre 2007 a 2011, coordenou o Programa de Atenção Psicogerontológica, Sociofamiliar e Educativa aos Cuidadores e Familiares de Idosos com a Doença de Alzheimer do Centro de Reabilitação e Hospital-Dia Geriátrico situado no Instituto de Psiquiatria do Hospital das Clínicas da USP e continua vinculada à referida instituição, desenvolvendo pesquisas e supervisionando estágio dos alunos na área de psicogerontologia e saúde mental.
No ano de 2009 foi professora visitante na Universidad Autónoma de Madrid (Espanha) com o apoio da Fundación Carolina.
Em 2010, deu à luz às suas filhas gêmeas, Gabriela e Manuela Falcão.
Entre 2017 e 2019, foi pesquisadora em estágio pós-doutoral no Laboratório OLDeR, vinculado à Universidade da Flórida Central.
Ela é membro da ISTAART (Alzheimer’s Association International Society to Advance Alzheimer’s Research and Treatment) e filiada à Society of Clinical Geropsychology, entidade vinculada à Associação Americana de Psicologia (em inglês, American Psychological Association).  

## Principais ideias

### Familismo
Em uma entrevista dada em 10 de novembro de 2020, Deusivania Falcão explicou o conceito de familismo nestes termos:

 O familismo é um valor cultural dos povos latinos e hispânicos que revela a importância da família e reflete aspectos, tais como, apego, forte identificação com os membros da família, lealdade, reciprocidade, sentimentos de obrigação familiar, apoio e solidariedade entre os parentes. Este é um dos temas que trabalhei no meu pós-doutorado. Nas culturas individualistas, como no Canadá e nos Estados Unidos, o indivíduo está acima de todos os grupos em todos os aspectos – incluindo a família. Quando a pessoa está acima de tudo, há uma certa ruptura com os ancestrais, dá ênfase ao presente e não ao passado. Eles não são melhores ou piores que os familistas, apenas possuem crenças e valores diferentes. Comumente, a nossa cultura destaca a ideia de que a família deve estar em primeiro lugar nas nossas vidas. Somos ensinados a proteger e honrar o nome da nossa família, a perpetuar os costumes, os legados e a história dos antepassados. Somos levados a refletir sobre o senso de obrigação filial, a questão da piedade, a visão coletivista da vida, a obrigatoriedade de estar ali. O familismo pode ser um fator de risco e proteção a saúde e bem-estar ao indivíduo. É considerado um mecanismo protetor, quando a família oferece suporte emocional, estimula-o a ter um estilo de vida saudável e auxilia no enfrentamento de experiências negativas ou traumáticas. Por outro lado, pode ser um fator de risco. Muitos filhos, por exemplo, acabam vivenciando mais conflitos, tendendo a desenvolver sintomas depressivos quando os vínculos familiares não são tão sólidos ou quando eles não têm nenhum apoio, cuidam sozinho dos pais e isso se torna um fardo. Mas o contrário também, se ele possui um suporte, se ele teve vínculos afetivos muito bem construídos, provavelmente, sentirá uma felicidade de estar ali. É uma oportunidade de agir com reciprocidade, de devolver aos pais todo o investimento e cuidado que receberam deles ao longo da vida.— Deusivania Falcão

## Prêmios
Ela foi premiada no Prêmio Jabuti na categoria psicologia/psicanálise com o livro “A Família e o Idoso: Desafios da Contemporaneidade”.
Ela fez parte da equipe de profIssionais premiados na 10a. Edição do Concurso Banco Real Talentos da Maturidade com o projeto intitulado Estimulação Cognitiva e Funcional para Idosos, Banco Real.

### Principais livros
- Falcão, D. V. S. (Org.). A família e o idoso: desafios da contemporaneidade. Campinas: Papirus, 2010, 255 p.[7]
- Falcão, D. V. S.; Araújo, L. F. (Orgs.). Psicologia do Envelhecimento: relações sociais, bem-estar subjetivo e atuação profissional em contextos diferenciados. Campinas: Átomo e Alínea, 2011.
- Falcão, D.V.S.; Araújo, L.F. (Org.) . Idosos e Saúde Mental. Campinas, SP: Papirus, 2010.
- Falcão, D.V.S.; Araújo, L.F.; Pedroso, J.S. (Orgs.) . Velhices: Temas Emergentes nos Contextos Psicossocial e Familiar. Campinas, SP: Alínea, 2016.
- Falcão, D.V.S.; Dias, C. M. S. B. (Orgs.). Maturidade e Velhice: Pesquisas e Intervenções Psicológicas (Vols. I e II). 1a.. ed. São Paulo: Casa do Psicólogo, 2006.
- Nunes, P.V.; Falcão, D.V.S.; Cachioni, M.; Forlenza, O.V. (Orgs.). Doença de Alzheimer: Uma Perspectiva do Tratamento Multiprofissional. São Paulo: Atheneu, 2012.
- Pedroso, J.S.; Araújo, L.F.; Falcão, D.V.S. (Orgs.) . Violência e Cuidado na Velhice. Curitiba-PR e Teresina-PI: CRV e EDUFPI, 2018.

### Principais artigos
- Falcão, D.V. da S.; Salomão, N. M. R. A Maternidade na Perspectiva de Mães Adolescentes e Avós Maternas dos Bebês. Estudos de Psicologia (UFRN), Natal, v. 8, n.1, p. 135-146, 2003.
- Falcão, D. V. da S.; Bucher-Maluschke, J. S. N. F. O Impacto da Doença de Alzheimer nas Relações Intergeracionais. Psicologia Clínica, v. 21, p. 137-152, 2009.
- Falcão, D.V.S.; Braz, M.C. ; Garcia, C.R. ; Santos, G.D. ; Yassuda, M.S. ; Cachioni, M. ; Nunes, P.V. ; Forlenza, O.V. . PSYCHOGERONTOLOGY ATTENTION FOR CAREGIVERS OF SENIORS RELATIVES WITH ALZHEIMER'S DISEASE. PSICOLOGIA, SAÚDE & DOENÇAS, v. 19, p. 377-389, 2018.
- FALCÃO, D.V.S.; PAULSON, D.; LEGON, M.H.; IRURITA-BALLESTEROS, C. Familism Scale: Confirmatory Factor Analysis in a Sample of Caregivers of Older Adults. PAIDÉIA (USP. ONLINE), v. 29, p. e2936, 2019.
- Falcão, D.V. da S. Familismo: repercussões nas relações conjugais e familiares de idosos. MAIS 60: ESTUDOS SOBRE ENVELHECIMENTO, v. 31, p. 8-23, 2020.
- Falcão, D.V. da S.; Nunes, E.C.R.C.; Bucher-Maluschke, J. S. N. F.. COVID-19: Repercussões nas Relações Conjugais, Familiares e Sociais de Casais Idosos em Distanciamento Social. REVISTA KAIRÓS GERONTOLOGIA, v. 23, p. 531-556, 2020.
- FALCÃO, D.V.S; PAULSON, D. Quality of relationship between adult children caregivers and parents with dementia. INTERPERSONA : AN INTERNATIONAL JOURNAL ON PERSONAL RELATIONSHIPS, v. 16, p. 136-157, 2022.